# John and Mable Ringling Museum of Art
John and Mable Ringling Museum of Art (w skrócie The Ringling) – państwowe muzeum sztuki założone w drugiej połowie lat 20. XX wieku roku jako prywatna galeria przez małżeństwo kolekcjonerów Johna i Mable Ringlingów w mieście Sarasota i otwarte dla publiczności w 1931 roku. Jest 16. pod względem wielkości muzeum w Stanach Zjednoczonych (2007).
Historyczny budynek muzeum oraz prywatna posiadłość Ringlingów, Cà d'Zan (wraz z innymi obiektami i terenem, na którym się znajdują) zostały w 1982 roku wpisane na listę zabytków USA National Register of Historic Places pod zbiorczą nazwą Caples'-Ringlings' Estates Historic District jako poz. nr #82001039.

## Położenie i obiekty
Muzeum jest położone na działce o powierzchni około 26.4 ha, górującej nad laguną Sarasota Bay. Poza budynkiem muzeum na działce znajdują się następujące obiekty:
- Cà d'Zan – rezydencja Ringlingów, zbudowana w latach 1924–1926 w stylu weneckiego gotyku;
- Ringling Museum of the American Circus (muzeum amerykańskiego cyrku), założone w 1948 roku, dokumentujące bogatą historię cyrku i oferujące zwiedzającym wgląd w rzadkie ulotki, plakaty i druki artystyczne, pisma cyrkowe, dokumenty handlowe, garderobę, a także różnego rodzaju sprzęt cyrkowy;
- Historic Asolo Theater, XVIII-wieczny europejski teatr zbudowany w 1798 roku w Asolo, we Włoszech, przetransportowany do Sarasoty na początku lat 50. przez pierwszego dyrektora muzeum, A. Everetta „Chicka” Austina, Jr.;
- Visitor's Pavilion;
- Rose Garden[3].

## Historia

### XX wiek

#### Okres do 1948
John Ringling był jednym z pięciu braci, będących właścicielami cyrku „The Greatest Show on Earth”. Sukces w działalności sprawił, iż Ringling z majątkiem o wartości prawie 200 milionów dolarów stał się jednym z najbogatszych ludzi w Ameryce. Zainteresował się sztuką. W 1905 roku ożenił się z Mable Burton, która podzielała jego artystyczne zainteresowania. Wkrótce po ślubie oboje zaczęli odwiedzać nowojorskie domy aukcyjne kupując obrazy, meble, gobeliny na potrzeby własnej kolekcji. 

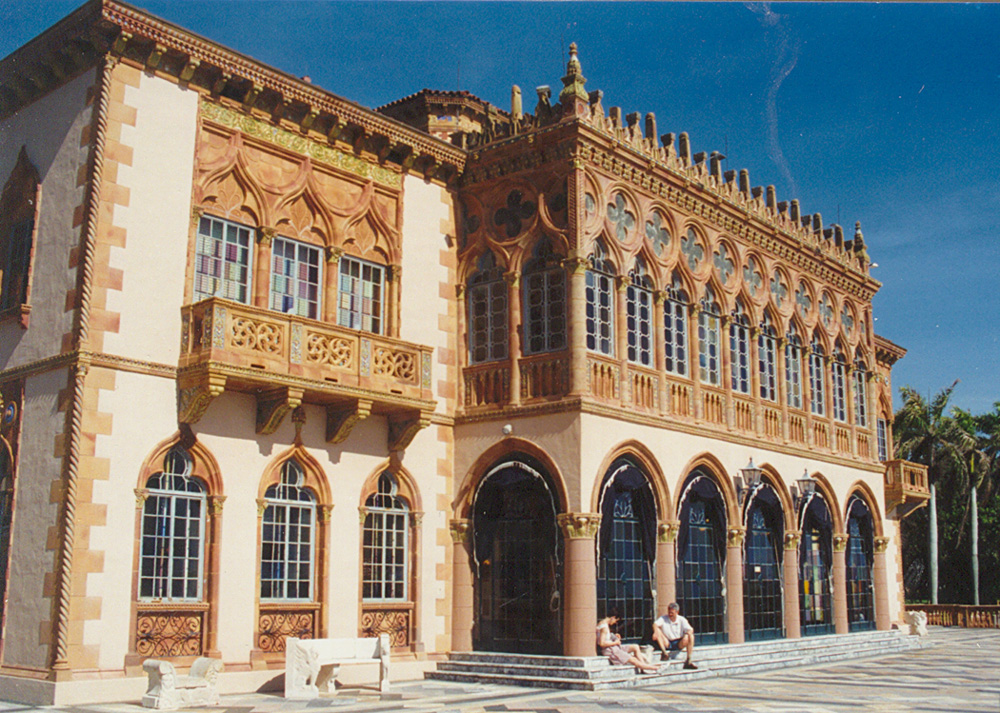
Cà d'Zan

W 1911 roku Ringlingowie kupili 8-hektarową nieruchomość na nabrzeżu w Sarasocie. W 1912 roku zaczęli spędzać tam zimy. Po kilku latach zdecydowali się na budowę domu zlecając jego projekt nowojorskiemu architektowi Dwightowi Jamesowi Baumowi. Mable, która wcześniej zgromadziła zbiór szkiców, pocztówek i zdjęć, marzyła o domu w stylu gotyku weneckiego, wzorowanym na pałacach w Wenecji, położonym nad zatoką Sarasota, służącą jako miejscowy Canal Grande. Budowa rozpoczęła się w 1924 roku, a ukończona została dwa lata później. Jej koszt wyniósł 1,5 miliona dolarów. Mable Ringling nadzorowała każdy etap budowy i wyposażania budynku. Pięciokondygnacyjny budynek o powierzchni ok. 3 300 m², składający się z 41 pokoi i 15 łazienek, otrzymał nazwę Cà d'Zan – Dom Jana (w języku weneckim).
W 1924 roku Ringling spotkał niemieckiego marszanda Juliusa Böhlera, a nawiązana znajomość miała okazać się kluczowa dla Ringlinga i jego rosnącego zainteresowania kolekcjonowaniem dzieł sztuki. Podczas pod podróży po Europie Ringlingowie zainteresowali się sztuką barokową. 

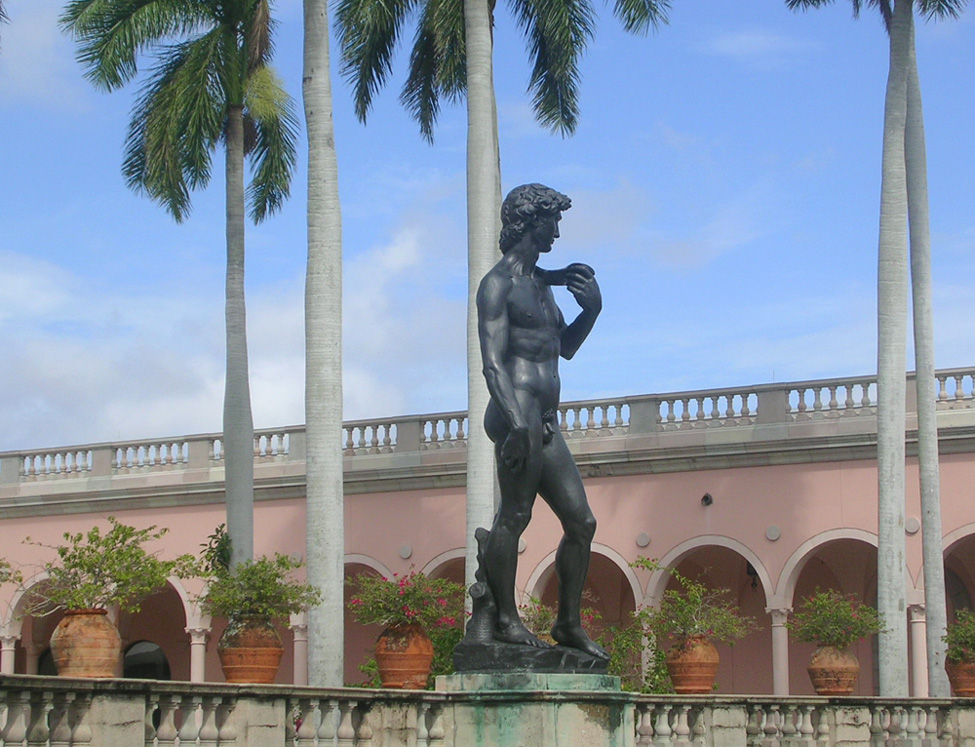
Kopia Dawida Michała Anioła na dziedzińcu muzeum

W 1925 roku Ringling zlecił architektowi Johnowi H. Phillipsowi zaprojektowanie i zbudowane muzeum dla pomieszczenia rosnących zbiorów. Phillips zaprojektował różowy pałac w stylu renesansowym, w kształcie litery U, mający 21 galerii, w których Ringling umieścił swoje zbiory, obejmujące dzieła takich mistrzów jak Diego Velázquez, El Greco, Antoon van Dyck, Paolo Veronese, Giovanni Battista Tiepolo, Thomas Gainsborough i Peter Paul Rubens. Z pałacem harmonizował ogród, również utrzymany w stylu renesansowym. Centralny dziedziniec, flankowany długimi loggiami wypełniły klasyczne, renesansowe i barokowe rzeźby; wśród nich, w centrum, znalazła się brązowa kopia Dawida Michała Anioła z Pałacu Vecchio we Florencji.
Muzeum miało zgodnie z zamierzeniami Ringlinga stanowić centrum kulturalne i edukacyjne w Sarasocie. W tym celu rozpoczął on zakup obszernych, prestiżowych kolekcji poczynając od nabycia trzech pokoi z kompletnym wyposażeniem, obrazami i wykończeniem architektonicznym, pochodzących z Astor Mansion i z pewnej willi w Toskanii. W latach 1925–1931 zakupił ponad 600 dzieł Starych Mistrzów. Przed śmiercią w 1936 roku zapisem testamentowym przekazał muzeum w darze społeczeństwu Florydy. Z powodu wielkiego kryzysu popadł on jednak w długi, w wyniku czego muzeum w latach 1936–1946 musiało borykać się z trudnościami finansowymi i było tylko okresowo otwarte dla publiczności (Cà d'Zan przeszedł w prywatne ręce i pozostawał zamknięty dla ogółu). Mimo to kolejni dyrektorzy starali się zachować wartość artystyczną muzeum. 

#### 1948–2000
W 1948 roku pierwszym dyrektorem i kuratorem muzeum został A. Everett „Chick” Austin, Jr., poprzednio dyrektor Wadsworth Atheneum w Hartford. Pełnił on tę funkcję aż do śmierci w 1957 roku. Wykorzystując pamiątki po Ringlingu otworzył pierwsze Circus Museum. W 1950 roku nadzorował zakup wszystkich elementów dekoracyjnych z teatru zbudowanego w 1798 roku przez architekta Antonio Locateliego dla królowej Cypru Katarzyny Cornaro, mieszkającej w miejscowości Asolo koło Wenecji. W 1954 roku sporządzono plany rekonstrukcji teatru, której dokonano w latach 1955–1957. 
Wkład w rozwój muzeum wnieśli też kolejni jego dyrektorzy: Kenneth Donahue, dyrektor w latach 1958–1964 powołał Member’s Council i rozpoczął wydawanie kwartalnego biuletynu, Curtis Cooley, dyrektor w latach 1965–1972 nadzorował ukończenie West Wing i założył Fundację Muzeum, za kadencji Richarda S. Carrolla (1973–1984) muzeum wpisano na listę National Register of Historic Places, natomiast Laurence Ruggiero, dyrektor w latach 1985–1992, założył muzealne archiwum.

### XXI wiek
Za kadencji Davida Ebitza (1992–2000), po latach negocjacji, muzeum przeszło w zarząd Florida State University. W ramach umowy władze stanu obiecały sfinansowanie pilnych napraw, a w 2002 roku przekazały za pośrednictwem Uniwersytetu 43 miliony dolarów na potrzeby czterech budynków: Museum of Art, Cà d'Zan, Circus Museum i Historic Asolo Theater pod warunkiem, że muzeum ciągu pięciu lat podwyższy tę sumę o kolejne 50 milionów, co udało się osiągnąć. Wysiłki te wspierał John Wetenhall, nowy dyrektor, powołany w 2001 roku. Odnowiono muzeum i Cà d'Zan, a teatr przeniesiono do Visitors Pavilion, nowego budynku zaprojektowanego przez Yanna Weymoutha, który wcześniej zaprojektował między innymi Muzeum Salvadora Dalí. Zwieńczeniem tego etapu było oddanie do użytku nowego skrzydła muzeum, Searing Wing, które powiększyło powierzchnię wystawową o ponad 1800 m². Wybudowano również Education Center, w którym ulokowano biura i muzealną bibliotekę. W 2011 roku nowym dyrektorem został Steven High. W 2013 roku rozpoczęto budowę nowego gmachu pomyślanego jako Centrum Sztuki Azjatyckiej.

## Zbiory
John and Mable Ringling Museum of Art posiada cieszącą się międzynarodową renomą kolekcję, na którą składa się ponad 10 000 eksponatów obejmujących okres od starożytności do czasów współczesnych. Do kolekcji należy również spadek po Johnie Ringlingu, ustanowiony w 1936 roku, obejmujący Ca d'Zan – zimową rezydencję Ringlingów oraz budynek muzeum. Rozmieszczona w 21 galeriach kolekcja obejmuje malarstwo europejskie (w tym XVII-wieczne malarstwo barokowe) i amerykańskie, sztukę azjatycką (w tym chińską ceramikę i biżuterię), sztukę starożytną z Cypru oraz sztukę nowoczesną i współczesną.

### Galeria

#### Malarstwo renesansowe i barokowe

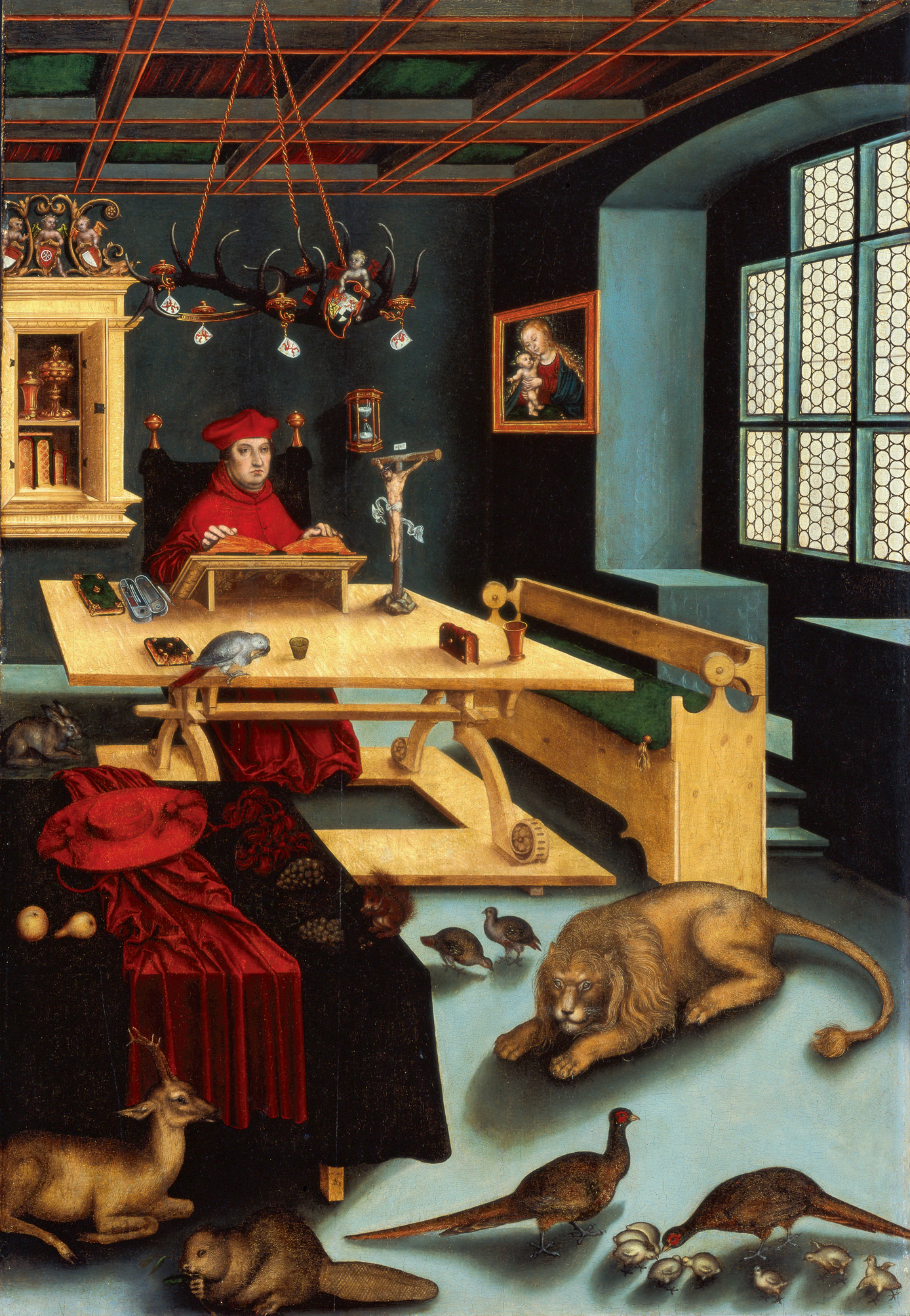
Lucas Cranach Starszy, Kardynał Albrecht von Brandenburg jako św. Hieronim w domu, 1526
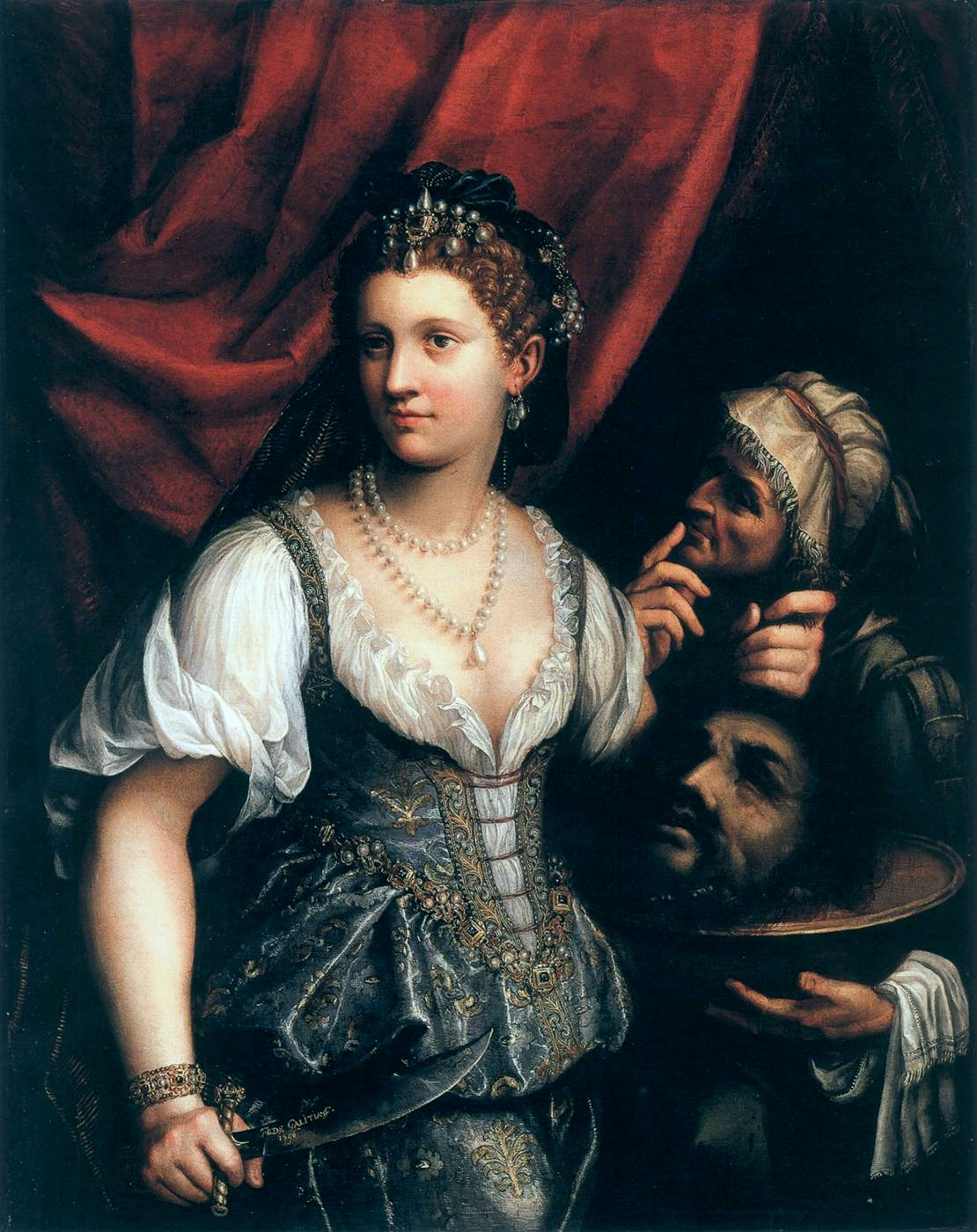
Fede Galizia, Judyta z głową Holofernesa, 1596
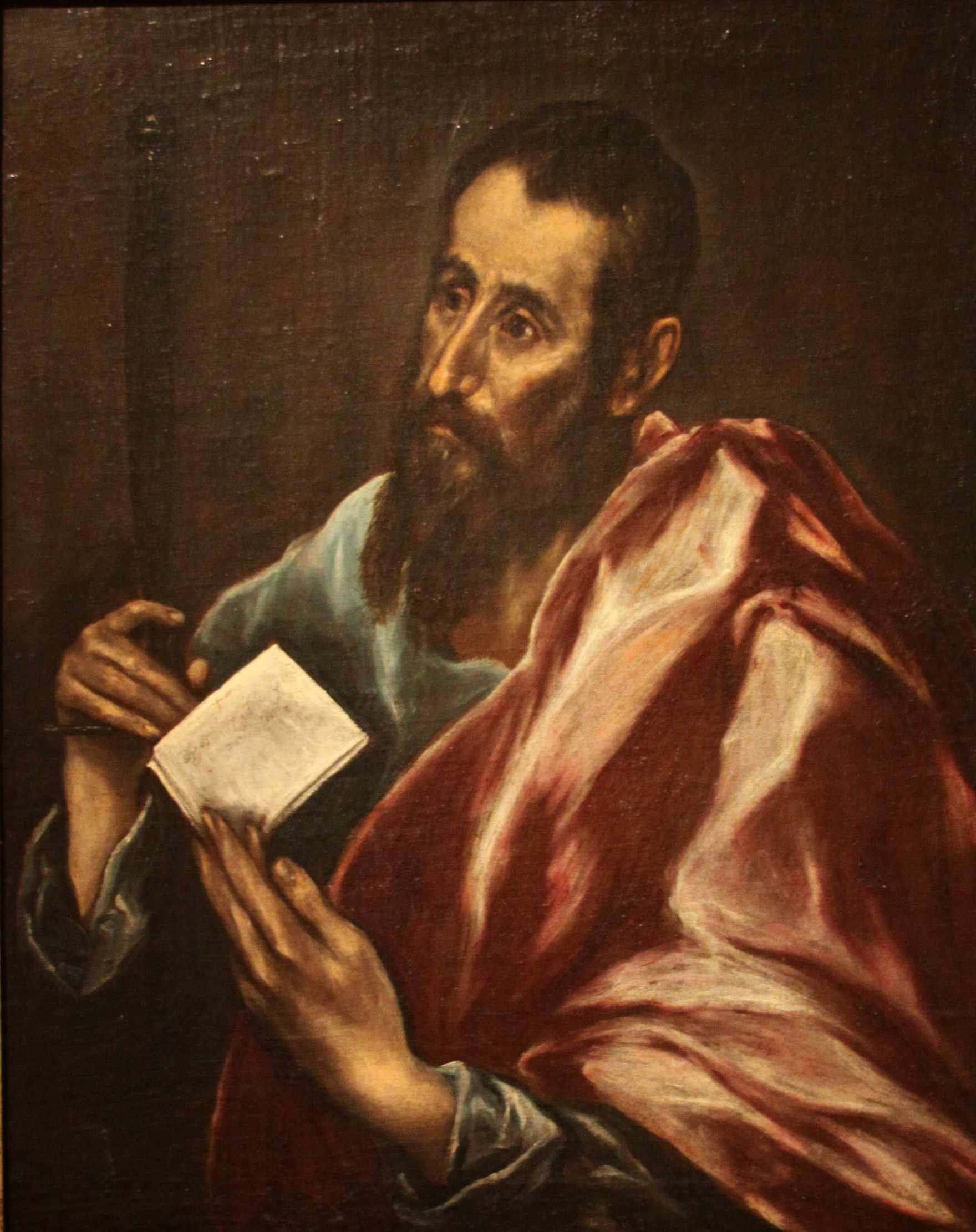
El Greco i jego pracownia, Święty Paweł, ok. 1605
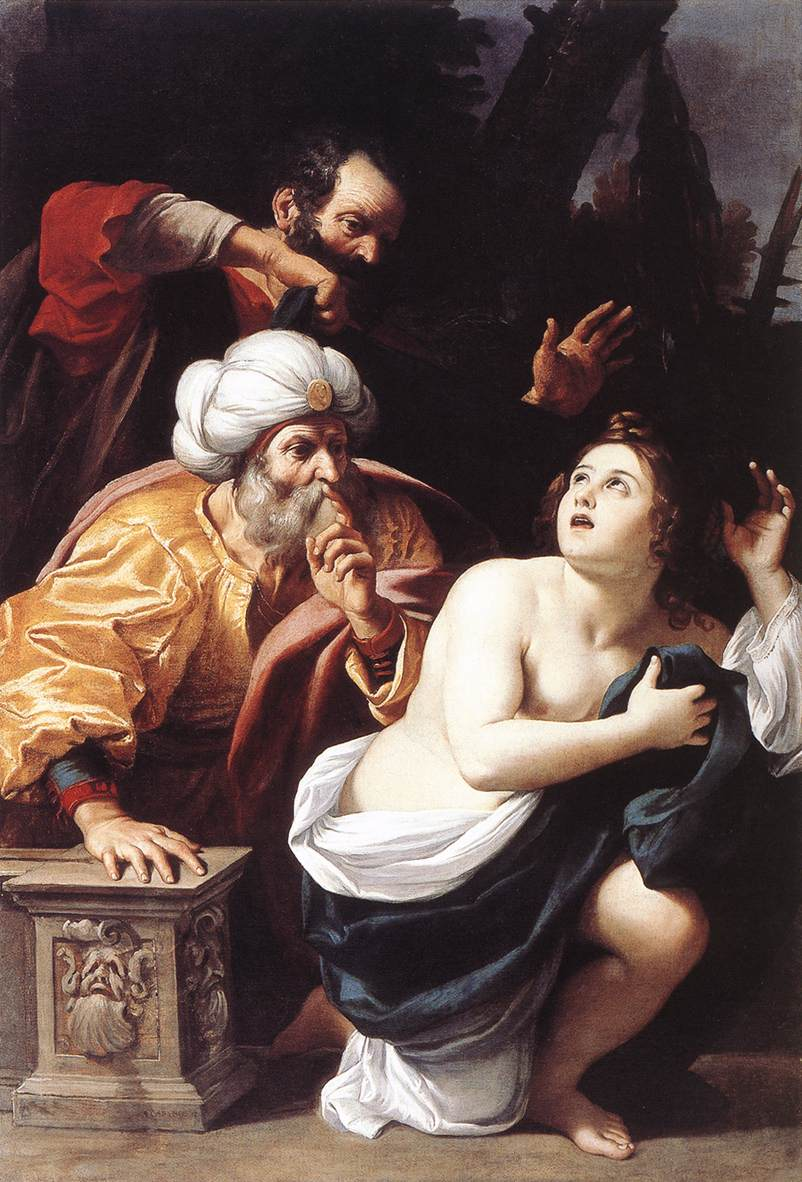
Sisto Badalocchio, Zuzanna i starcy, ok. 1609
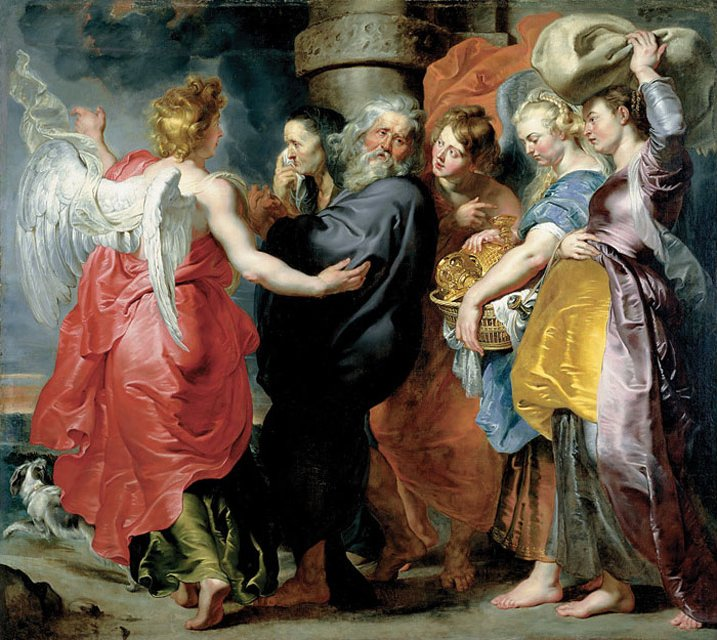
Peter Paul Rubens, Ucieczka Lota z rodziną z Sodomy, 1613–1615
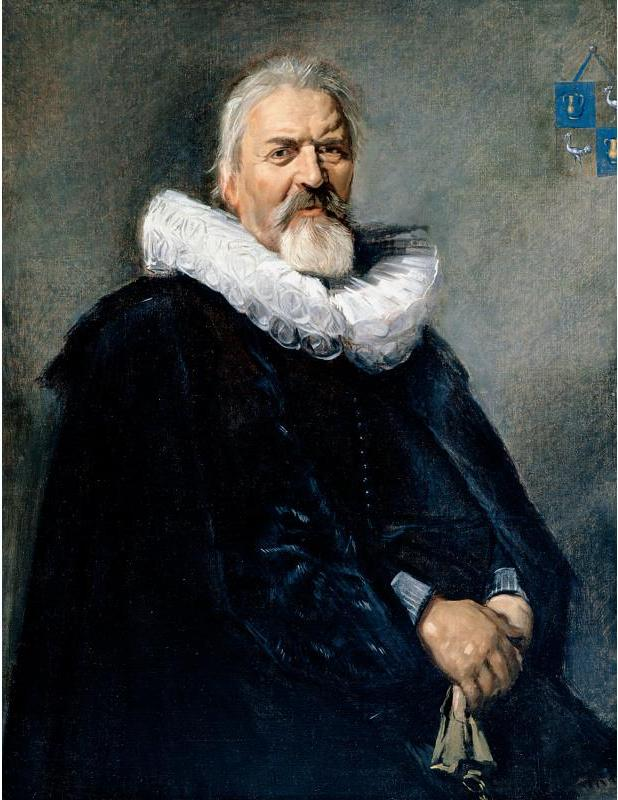
Frans Hals, Pieter Jacobsz Olycan, ok. 1639
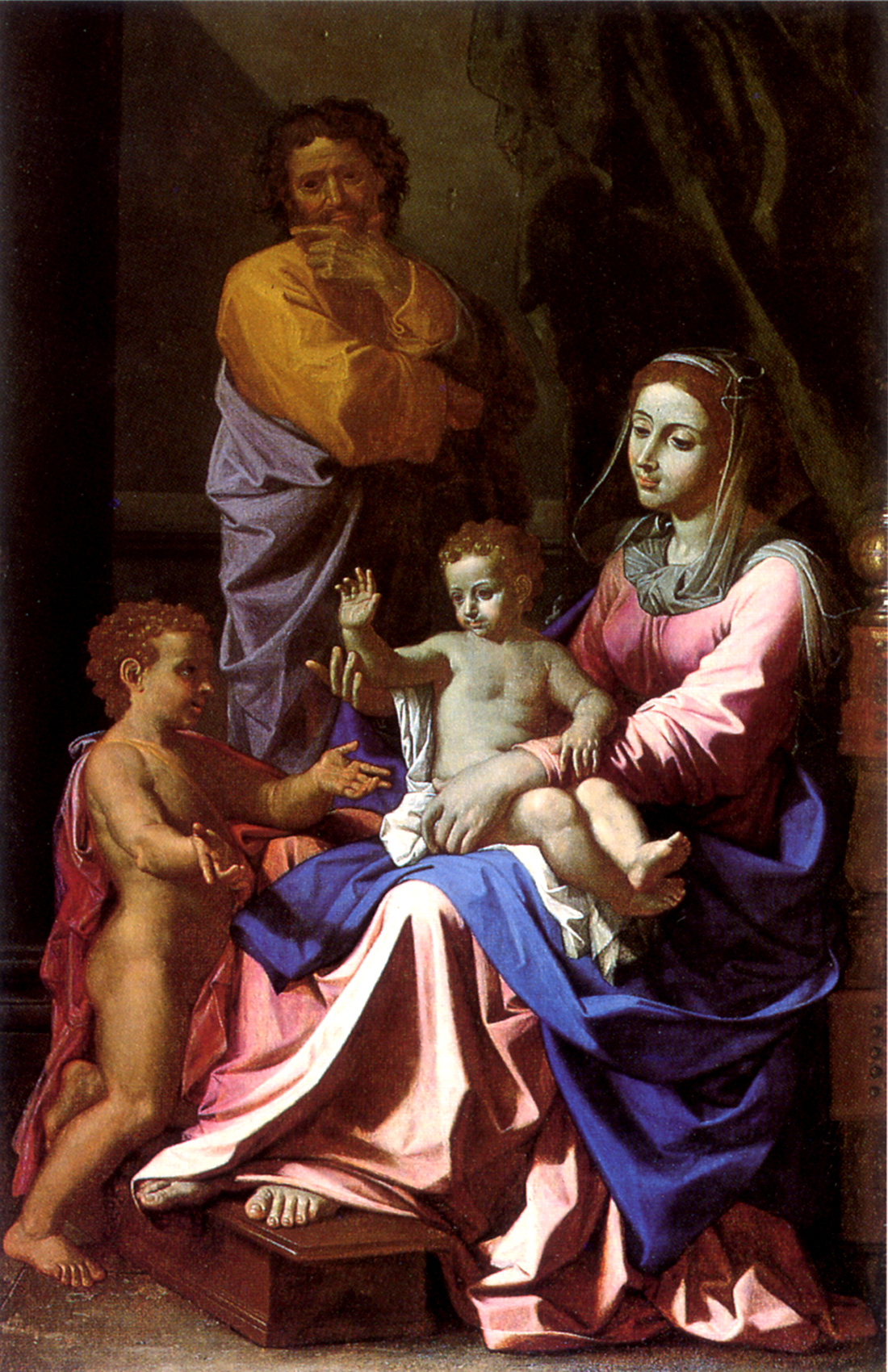
Nicolas Poussin, Święta Rodzina, 1655
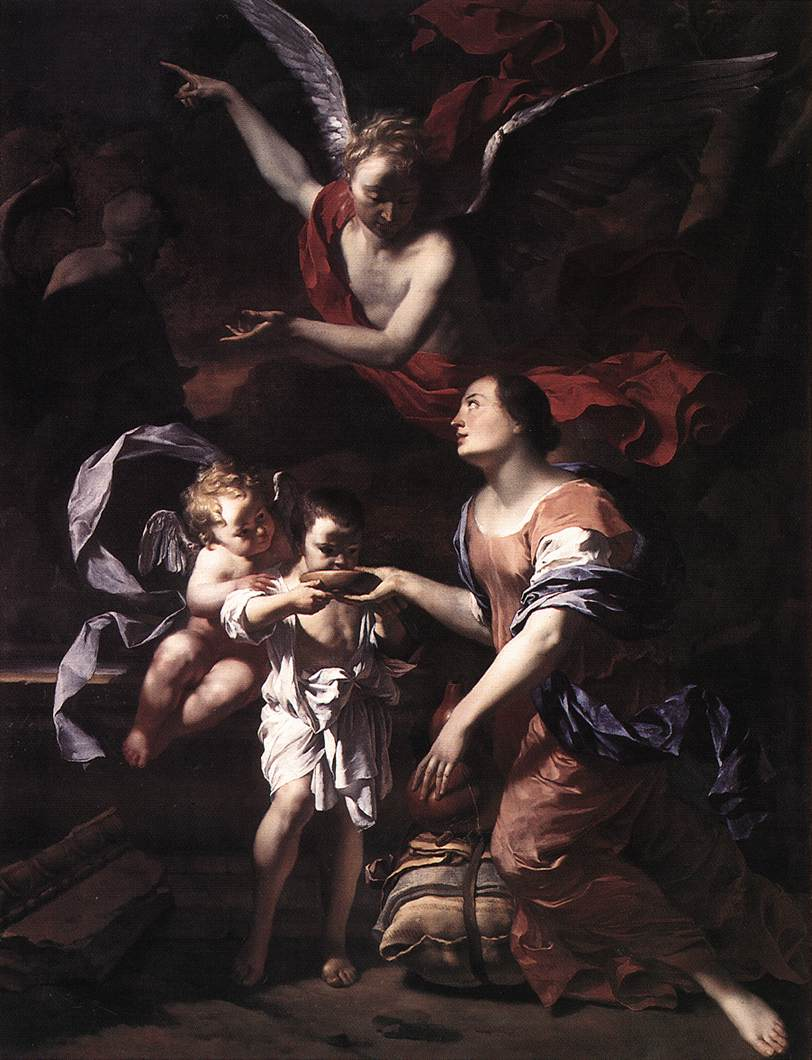
Karel Dujardin, Hagar i Izmael na pustkowiu, ok. 1662

#### Malarstwo amerykańskie

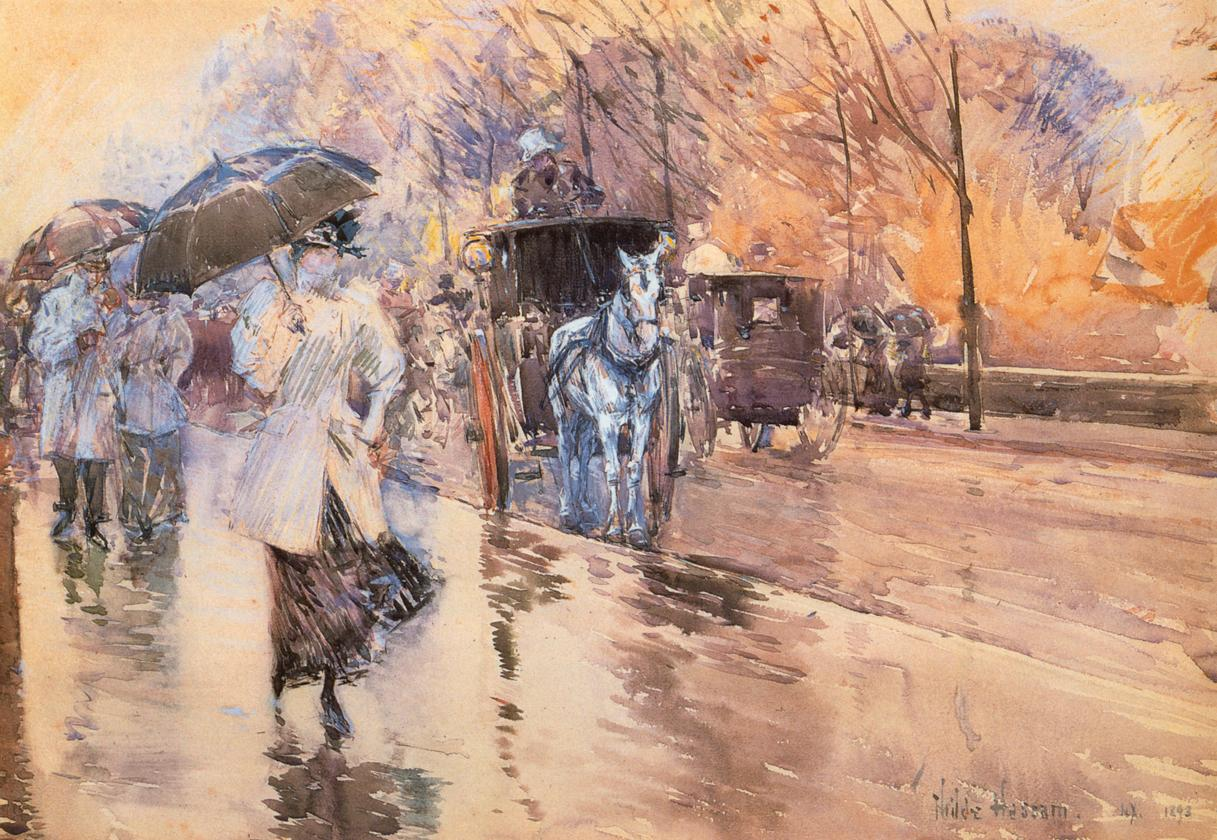
Childe Hassam, Deszczowy dzień w Piątej Alei, 1893
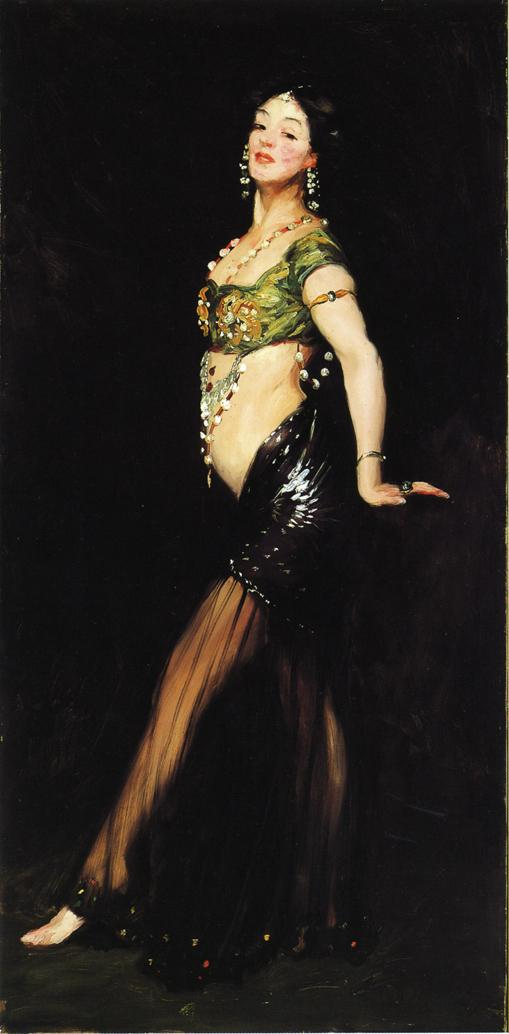
Robert Henri, Salome, 1909

## Biblioteka
Ringling Art Library jest jedną z największych bibliotek artystycznych w południowo-wschodniej części Stanów Zjednoczonych. Znajduje się w Centrum Edukacji i zawiera ponad 88 000 woluminów wydanych od XVI wieku do chwili obecnej, obejmujących takie tematy jak sztuki piękne, rzemiosło artystyczne, historia sztuki, architektura, moda i teatr. 
W zbiorach Ringling Art Library, w specjalnym pomieszczeniu, znajduje się również kolekcja około 800 książek, należących niegdyś do Johna Ringlinga, związanych z jego zainteresowaniami sztuką i jej historią, kolekcjonowaniem dzieł sztuki oraz z miejscami, do których podróżował. W kolekcji tej znajduje się też pewna ilość rzadkich wydań, jak również folia z misternymi, ręcznie barwionymi rycinami. Wiele z tych dzieł znajduje się w wytwornych oprawach, które są przedmiotem stałych zabiegów konserwatorskich. 

## Ogrody

### Dziedziniec

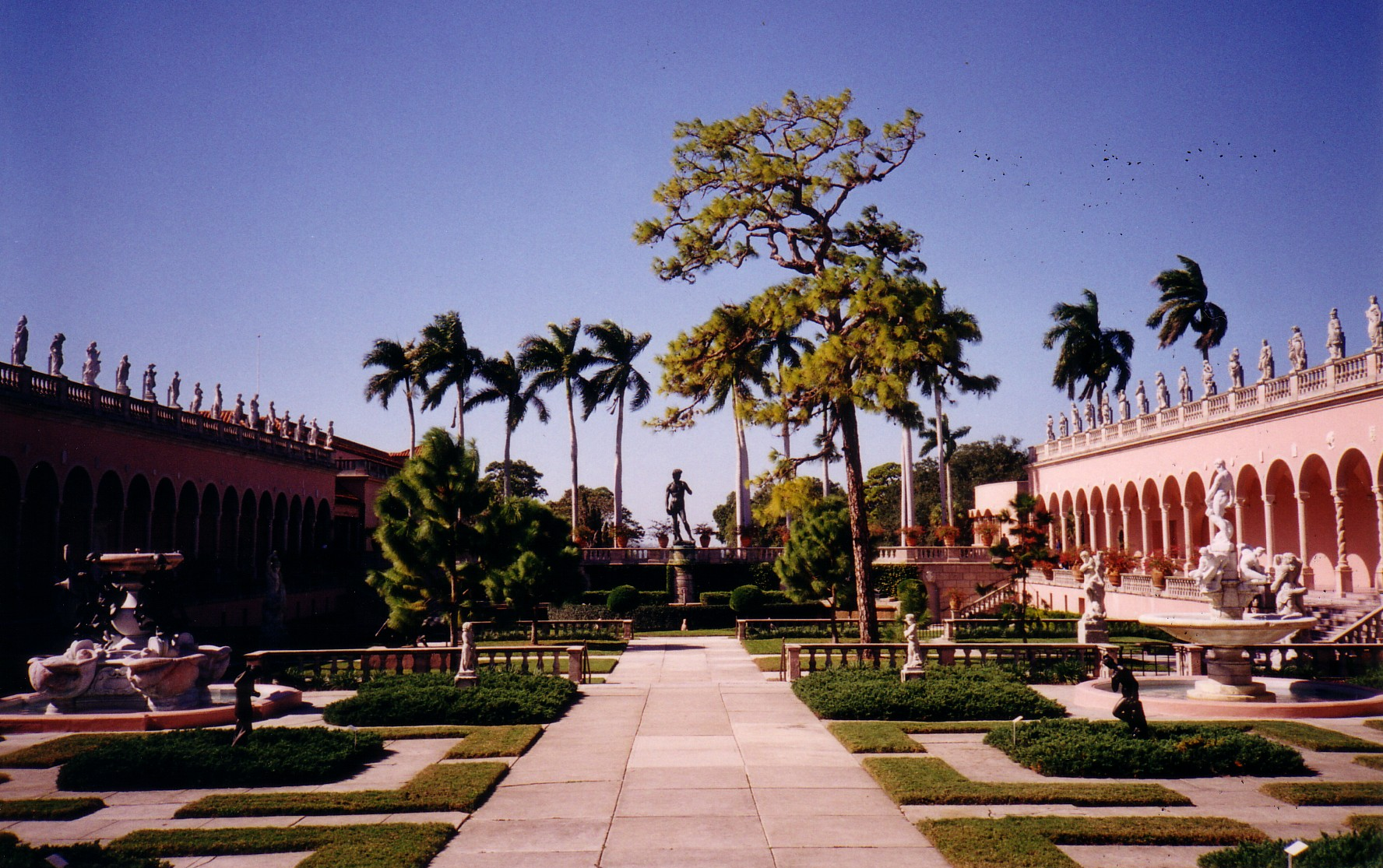
Wewnętrzny dziedziniec muzeum

Wewnętrzny dziedziniec muzeum jest utrzymany, podobnie jak ono, w stylu renesansowym. Założenie w kształcie litery U wypełnia teren pomiędzy flankującymi go, długimi loggiami. Jego wystrój plastyczny stanowią wykonane z brązu i kamienia kopie słynnych klasycznych, renesansowych i barokowych rzeźb, wśród których, w samym centrum, znajduje się Dawid Michała Anioła. Dziedziniec składa się z trzech warstwowych tarasów porośniętych murawą, niskim jałowcem i sosnami Elliotta. W zachodnim końcu dziedzińca znajduje się fosa flankowana posągami uosabiającymi rzeki Nil i Tyber.

### Rose Garden
Na terenie posiadłości Ringlingów znajduje się kilka ogrodów. Największy z nich, Rose Garden, zajmujący powierzchnię ok. 2500 m² został ukończony w 1913 roku jako ogród w stylu włoskim. Jego okrągłe założenie wzorowane jest na kole od wozu. Alejki wypełniają rzeźby przedstawiające sceny pastoralne. Gdy majątek Ringlingów popadł na przełomie lat 30. i 40. w ruinę, ucierpiał na tym również i ogród. Przywrócenia ogrodu do dawnej świetności podjął się ogrodnik Ron Mallory. Dzieła tego dokonał przy pomocy ochotników. W 2004 roku zdobył dla ogrodu akredytację All-American Rose Selections; ta sama organizacja uznała w 2006 roku Rose Garden jako najbardziej wyróżniający się publiczny ogród różany w Stanach Zjednoczonych. Choć nie zachowała się żadna z pierwotnych róż posadzonych przez Mable Ringling, to wiele spośród 1200 róż rosnących obecnie należy do tych samych odmian, które ona posadziła. Dziś w ogrodzie rosną gatunki róż wyhodowanych w latach 1867–2002, w tym między innymi drzewka różane, róże herbaciano-hybrydowe i róże angielskie Floribunda i Grandiflora.

### Secret Garden
Secret Garden jest położony na północ od Cà d'Zan. Są w nim pochowani Mable i John Ringlingowie oraz siostra Johna, Ida. Ogród urządziła Mable przy pomocy przyjaciół i sąsiadów. Ogród jest utrzymywany staraniem stowarzyszenia The Driftwood Circle of the Sarasota Garden Club.

### Dwarf Garden
Dwarf Garden, założony przez drugiego dyrektora muzeum, Kennetha Donohue, był początkowo położony pomiędzy północnym skrzydłem muzeum a wolnostojącym budynkiem, w którym w latach 1958–2004 mieścił się teatr Asolo. Kiedy teatr przeniesiono do Visitor's Pavilion, przeniesiono również i ogród. Swym wyglądem przypomina on XVIII- i XIX-wieczne niemieckie i włoskie ogrody romantyczne. Wypełniają go kamienne posągi przywiezione z Włoch przez Johna Ringlinga. 

### Kolekcja drzew
Mable Ringling była miłośniczką i kolekcjonerką egzotycznych drzew. Wśród rosnących na powierzchni 26,4 ha drzew znajduje się między innymi 14 figowców z gatunku Urosigma (największy tego typu zbiór na Florydzie), dwa drzewa z gatunku pseudobombax ellipticum, jedna erytryna zmienna i dwa eukaliptusy z gatunku eucalyptus deglupta oraz sześć odmian bambusa. Kolekcję uzupełniają różne gatunki drzew posadzonych wzdłuż nadmorskiej promenady oraz w założonej w 2000 roku w południowej części posiadłości tzw. Drzewnej Drogi Milenijnej (Millennium Tree Trail).